# Sigizzone Bianchelli il Vecchio
Sigizzone Bianchelli (Italia, XI secolo – Italia, 1100) è stato un cardinale italiano.

## Biografia
Nacque in Italia nell'XI secolo.
Papa Urbano II lo elevò al rango di cardinale nel concistoro del 1099.
Non si conosce la data della sua morte né il luogo, ma morì attorno al 1100.